# Leon Shamroy
Leon Shamroy est un directeur de la photographie et réalisateur américain né le 16 juillet 1901 à New York, New York (États-Unis), mort le 7 juillet 1974 à Los Angeles (États-Unis).

## Biographie
De 1953 jusqu'à sa mort en 1974, il est marié à l'actrice Mary Anderson.

## Filmographie

### comme directeur de la photographie

#### Années 1920
- 1926 : Lightning Hutch
- 1927 : Tongues of Scandal
- 1927 : Pirates of the Sky
- 1927 : The Trunk Mystery
- 1927 : Hidden Aces
- 1927 : Land of the Lawless de Tom Buckingham
- 1928 : The Telltale Heart
- 1928 : The Last Moment
- 1928 : Out with the Tide
- 1928 : Bitter Sweets

#### Années 1930
- 1930 : Alma de Gaucho
- 1931 : Women Men Marry
- 1932 : Stowaway
- 1932 : A Strange Adventure
- 1933 : Jennie Gerhardt
- 1933 : Her Bodyguard (en)
- 1933 : Three-Cornered Moon
- 1934 : Good Dame
- 1934 : Princesse par intérim (Thirty Day Princess)
- 1934 : Are We Civilized?
- 1934 : Kiss and Make-Up
- 1934 : Ready for Love (en)
- 1934 : La Métisse (Behold My Wife), de Mitchell Leisen
- 1935 : Mondes privés (Private Worlds)
- 1935 : Accent on Youth (en) de  Wesley Ruggles
- 1935 : Mon mari le patron (She Married Her Boss)
- 1935 : Gosse de riche (She Couldn't Take It)
- 1935 : Mary Burns, Fugitive (en)
- 1936 : Soak the Rich (en) de Ben Hecht et Charles MacArthur
- 1936 : Fatal Lady (en)
- 1936 : Spendthrift
- 1936 : Wedding Present
- 1937 : J'ai le droit de vivre (You Only Live Once)
- 1937 : Sa dernière carte (Her Husband Lies) d'Edward Ludwig
- 1937 : The Great Gambini
- 1937 : She Asked for It
- 1937 : Blossoms on Broadway
- 1938 : Man's Paradise
- 1938 : La Famille sans-souci (The Young in Heart) de Richard Wallace
- 1939 : Le Lien sacré (Made for Each Other)
- 1939 : La Fille du nord (Second Fiddle)
- 1939 : Les Aventures de Sherlock Holmes (The Adventures of Sherlock Holmes)
- 1939 : Et la parole fut (The Story of Alexander Graham Bell)

#### Années 1940
- 1940 : Les Révoltés du Clermont (Little Old New York) de Henry King
- 1940 : Tanya l'aventurière (I Was an Adventuress) de 	Gregory Ratoff
- 1940 : Lillian Russell
- 1940 : Les Quatre Fils (Four Sons)
- 1940 : Sous le ciel d'Argentine (Down Argentine Way)
- 1940 : Adieu Broadway (Tin Pan Alley) de Walter Lang
- 1941 : Une nuit à Rio (That Night in Rio)
- 1941 : The Great American Broadcast
- 1941 : Soirs de Miami (Moon Over Miami)
- 1941 : Un Yankee dans la RAF (A Yank in the R.A.F.)
- 1941 : Confirm or Deny d'Archie Mayo et Fritz Lang
- 1942 : La Folle Histoire de Roxie Hart (Roxie Hart)
- 1942 : Ten Gentlemen from West Point
- 1942 : Le Cygne noir (The Black Swan)
- 1943 : Requins d'acier (Crash Dive)
- 1943 : Symphonie magique (Stormy Weather)
- 1943 : Claudia d'Edmund Goulding
- 1944 : Buffalo Bill
- 1944 : Le Président Wilson (Wilson)
- 1944 : Greenwich Village
- 1945 : Le Lys de Brooklyn (A Tree Grows in Brooklyn)
- 1945 : Drôle d'histoire (Where Do We Go from Here?)
- 1945 : La Foire aux illusions (State Fair) de Walter Lang
- 1945 : Péché mortel (Leave Her to Heaven)
- 1947 : L'Extravagante Miss Pilgrim (The Shocking Miss Pilgrim), de George Seaton
- 1947 : Ambre (Forever Amber) d'Otto Preminger
- 1947 : Femme ou maîtresse (Daisy Kenyon)
- 1948 : La Dame au manteau d'hermine (That Lady in Ermine)
- 1949 : Échec à Borgia (Prince of Foxes)
- 1949 : Un homme de fer (Twelve O'Clock High)

#### Années 1950
- 1950 : Treize à la douzaine (Cheaper by the Dozen)
- 1950 : Les Rebelles de Fort Thorn (Two flags west)
- 1951 : Sur la Riviera (On the Riviera)
- 1951 : David et Bethsabée (David and Bathsheba)
- 1952 : Un refrain dans mon cœur (With a Song in My Heart)
- 1952 : Wait 'Til the Sun Shines, Nellie
- 1952 : Les Neiges du Kilimandjaro (The Snows of Kilimanjaro)
- 1953 : Les Plus grandes vedettes du monde (Tonight We Sing)
- 1953 : Appelez-moi Madame (Call Me Madam)
- 1953 : Down Among the Sheltering Palms
- 1953 : Adorable Voisine (The Girl Next Door)
- 1953 : La Sorcière blanche (White Witch Doctor)
- 1953 : La Tunique (The Robe) de Henry Koster
- 1953 : Capitaine King (King of the Khyber Rifles)
- 1954 : L'Égyptien (The Egyptian) de Michael Curtiz
- 1954 : La Joyeuse parade (There's No Business Like Show Business)
- 1955 : Papa longues jambes (Daddy Long Legs)
- 1955 : La Colline de l'adieu (Love Is a Many-Splendored Thing)
- 1955 : Bonjour Miss Dove (Good Morning, Miss Dove) de Henry Koster
- 1956 : Le Roi et moi (The King and I)
- 1956 : Les Rois du jazz (The Best Things in Life Are Free)
- 1956 : La Blonde et moi (The Girl Can't Help It)
- 1957 : Une Femme de tête (The Desk set)
- 1958 : South Pacific de Joshua Logan
- 1958 : Bravados (The Bravados) d'Henry King
- 1958 : La Brune brûlante (Rally 'Round the Flag, Boys!)
- 1959 : Porgy and Bess
- 1959 : L'Ange bleu (The Blue Angel)
- 1959 : Un matin comme les autres (Beloved Infidel)

#### Années 1960
- 1960 : L'Île des Sans-soucis (Wake Me When It's Over)
- 1960 : Le Grand Sam (North to Alaska)
- 1961 : Snow White and the Three Stooges
- 1962 : Tendre est la nuit (Tender Is the Night)
- 1963 : Cléopâtre (Cleopatra)
- 1963 : Le Cardinal (The Cardinal)
- 1964 : Madame Croque-maris (What a Way to Go!)
- 1965 : L’Encombrant Monsieur John (John Goldfarb, Please Come Home)
- 1965 : L'Extase et l'Agonie (The Agony and the Ecstasy)
- 1965 : Ne pas déranger s'il vous plaît (Do Not Disturb)
- 1966 : La Blonde défie le FBI (The Glass Bottom Boat)
- 1967 : Opération caprice (Caprice)
- 1968 : La Planète des singes (Planet of the Apes)
- 1968 : The Secret Life of an American Wife
- 1968 : Skido (Skidoo)
- 1969 : Justine

### comme réalisateur
- 1928 : The Telltale Heart
- 1938 : Man's Paradise